# Szinva
Szinva je řeka v severním Maďarsku, která je přítokem Slané. Pramení v Bukových horách. Je dlouhá 30 km, z toho 20 km se nachází na území města Miskolc. Přes řeku vede více než sedmdesát mostů a část jejího toku je skryta v podzemí.
Na soutoku řek Szinva a Garadna v Lillafüredu byla vybudována přehrada Hámori. V její blízkosti se nacházejí nejvyšší vodopády v Maďarsku, dosahující výšky dvaceti metrů, které jsou turistickou atrakcí. V suchých letních měsících jsou vodopády napájeny vodou z přehrady.
V srpnu 1878 se Szinva rozvodnila, v Miskolci zabila okolo 400 lidí a poničila historické centrum města.
Před rokem 1990 byla voda v řece silně znečistěna průmyslovou činností, především papírnou v Diósgyőru. Od té doby se kvalita vody zlepšila a do řeky se vrátily ryby. 
Podle řeky je pojmenováno nákupní centrum Szinvapark a náměstí Szinva terasz.